# Kunjaban
Kunjaban é uma vila no distrito de Tripura Ocidental, no estado indiano de Tripura.

## Demografia
Segundo o censo de 2001, Kunjaban tinha uma população de 7 352 habitantes. Os indivíduos do sexo masculino constituem 59% da população e os do sexo feminino 41%. Kunjaban tem uma taxa de literacia de 79%, superior à média nacional de 59,5%: a literacia no sexo masculino é de 85% e no sexo feminino é de 69%. Em Kunjaban, 10% da população está abaixo dos 6 anos de idade.